# Keppel (niederländisch-westfälisches Adelsgeschlecht)

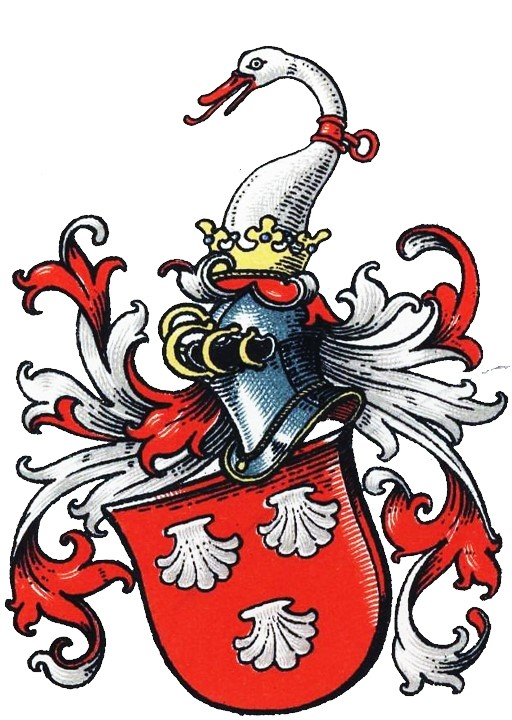
Wappen derer von Keppel

Die Herren von Keppel sind ein ursprünglich niederländisch-westfälisches Adelsgeschlecht, das heute noch als Earls of Albemarle im Vereinigten Königreich existiert.
Die hier behandelten Herren von Keppel sind von den westfälischen Herren von Keppel, Burgmannen zu Burg Nienborg, zu unterscheiden.

## Geschichte
Das Geschlecht stammt ursprünglich aus Keppel, einem Ortsteil der Gemeinde Bronckhorst in der niederländischen Provinz Gelderland. Dort saß die Familie auf Burg Keppel. Der Ort Keppel hat das Wappen derer von Keppel angenommen.
Arnold Justus von Keppel († 1718) stand bei König Wilhelm III. von Großbritannien, Prinz von Oranien, in hohem Ansehen. Arnold Justus wurde zum Grafen von Albemarle und zum Pair ernannt und war später Generalstaaten-General und Gouverneur zu ’s-Hertogenbosch. Sein Bruder Jan Rabi von Keppel († 1733) war Generalstaaten-Generalleutnant. Er hatte einen Sohn, der Generalstaaten-Oberst der Garde zu Pferd war. Um diese Zeit blühte das Geschlecht noch im Herzogtum Geldern. Danach erscheint die Familie dort nicht mehr.
Das Geschlecht kam auch nach Westfalen und saß auf Gut Oeding, heute ein Ortsteil von Südlohn im Kreis Borken im westlichen Münsterland. Die Linie zu Oeding erlosch Anfang des 19. Jahrhunderts.
In Großbritannien blüht das Geschlecht bis heute.

## Persönlichkeiten
- Alice Keppel (eigentlich Alice Frederica Edmonstone, 1869–1947), schottische Kurtisane und Mätresse des britischen Königs Eduard VII.
- Arnold van Keppel, 1. Earl of Albemarle (1669–1718), niederländisch-englischer Adeliger und Heerführer
- Augustus Keppel, 1. Viscount Keppel (1725–1786), britischer Admiral
- George Keppel, 3. Earl of Albemarle (1724–1772), britischer Offizier und Politiker
- George Thomas Keppel, 6. Earl of Albemarle (1799–1891), britischer Offizier und Schriftsteller
- Henry Keppel (1809–1904), britischer Admiral
- Rufus Keppel, 10. Earl of Albemarle (* 1965), britischer Adliger und Designer
- Violet Keppel (1894–1972), britische Schriftstellerin
- Willem van Keppel, 2. Earl of Albemarle (1702–1754), britischer Offizier und Botschafter

## Wappen
Blasonierung: In Rot drei (2:1) silberne Muscheln. Auf dem gekrönten Helm ein silberner Schwanenhals mit rotem Schnabel und Halsband. Die Helmdecken sind rot-silbern.